# ألبينوس
ألبينوس هو فيلسوف أفلاطوني، عاش في القرن الثاني الميلادي.
تتلمذ على جايوس وجالينوس.

## روابط خارجية
- ألبينوس على موقع الموسوعة البريطانية (الإنجليزية)